# Camp Olímpic de Tir amb Arc
El Camp Olímpic de Tir amb arc fou una instal·lació esportiva temporal construïda per a la realització de les proves de tir amb arc durant la celebració dels Jocs Olímpics d'Estiu de 1992 a la ciutat de Barcelona l'any 1992.
Es trobava instal·lat en un solar sobre la Ronda de Dalt, prop del Pavelló de la Vall d'Hebron, en el districte d'Horta-Guinardó de la ciutat comtal. L'edifici de tir amb arc, obra d'Enric Miralles i Moya i Carme Pinós i Desplat va rebre el Premi Ciutat de Barcelona d’arquitectura i urbanisme el 1991, i en 2008 un dels dos pavellons de l'edifici, el de competició fou enderrocat per a construir el nou túnel de maniobres de la Línia 5 del metro de Barcelona arran de l'Esfondrament del Carmel, i no ha estat reconstruït posteriorment, tot i el compromís inicial de Gestió d'Infraestructures.
El projecte que va romandre dret després dels Jocs Olímpics consisteix en dos camps de futbol, un camp de rugbi i una àrea de serveis annexa coneguda amb el nom de Complex Esportiu de la Teixonera.